# Limberg bei Wies
Limberg bei Wies è una frazione di 950 abitanti del comune austriaco di Wies, nel distretto di Deutschlandsberg (Stiria). Già comune autonomo, il 1º gennaio 2015 è stato aggregato a Wies assieme agli altri ex comuni di Wernersdorf e Wielfresen.